# Jan Karol Kopeć
Jan Karol Kopeć herbu Kroje odmienne (zm. 1 maja 1681 roku) – wojewoda połocki od 1658 roku, kasztelan trocki od 1670 roku, podstoli wielki litewski od 1658 roku, cześnik wielki litewski od 1656 roku, dworzanin pokojowy królewski w 1650 roku, starosta jurborski, nowowolski, wierzbołowski, starosta brzeskolitewski w latach 1652–1665 i 1670–1680.

## Życiorys
Kształcił się w kolegium Nowodworskiego. W 1636 roku zapisał się na Akademię Krakowską, w 1641 roku odwiedził Uniwersytet w Padwie.
Poseł na sejm elekcyjny 1648 roku z województwa brzeskolitewskiego. W 1648 roku był elektorem Jana II Kazimierza Wazy z województwa brzeskolitewskiego.
Poseł sejmiku brzeskiego na sejm koronacyjny 1649 roku, sejm 1649/1650 roku, sejm 1650 roku, sejm 1653 roku.
Na sejmie 1650 roku wyznaczony z Koła Poselskiego komisarzem do zapłaty wojsku Wielkiego Księstwa Litewskiego. Na sejmie 1658 roku wyznaczony z Senatu komisarzem do zapłaty wojsku Wielkiego Księstwa Litewskiego. Na sejmie 1659 roku wyznaczony z Senatu komisarzem do zapłaty wojsku Wielkiego Księstwa Litewskiego. W 1661 roku był delegatem Senatu na Trybunał Skarbowy Wielkiego Księstwa Litewskiego. W latach 1664–1665 należał do stronników Paców, i wraz z nimi popierał plany dworu przeprowadzenia elekcji vivente rege. Na sejmie 1667 roku wyznaczony z Senatu komisarzem do zapłaty wojsku Wielkiego Księstwa Litewskiego. W 1672 roku był marszałkiem Trybunału Głównego Wielkiego Księstwa Litewskiego. Był deputatem z Senatu do Rady Wojennej przy królu w 1673 roku. Był członkiem konfederacji generalnej zawiązanej 15 stycznia 1674 roku na sejmie konwokacyjnym. W 1674 roku brał udział w obradach sejmu konwokacyjnego, a w 1676 roku koronacyjnego.